# Čovjek koga treba ubiti
Čovjek koga treba ubiti é um filme iugoslavo de 1979 dirigido e escrito por Veljko Bulajić.
Foi selecionado como representante da Iugoslávia à edição do Oscar 1980, organizada pela Academia de Artes e Ciências Cinematográficas.>